# Ramon Folch I de Cardona
Raimondo Folco di Cardona (prima del 1024 – Maldà, 1086) è stato il primo visconte di Cardona dal 1040 fino alla sua morte.

## Origine
Raimondo Folco, secondo il testamento dello zio, Eribalo I, riportato dal documento n° 160 della Colección diplomática de Sant Pere de Casserres. Volumen I (non consultato) era figlio del Visconte di Osona e Signore di Cardona, Folco I e, come ci conferma il documento n° 59 del Quan els vescontes de Barcelona eren di Guisla di Barcellona († dopo il 1041), che, secondo il documento n° 35 del Quan els vescontes de Barcelona eren era figlia del visconte di Barcellona, Geriberto e della moglie, Ermengarda di Barcellona, figlia del conte di Barcellona, Gerona, Osona e Urgell, Borrell II. 

Folco I di Cardona, secondo il documento n° 10 del Diplomatari de la vila de Cardona, anys 966-1276, datato 1005 (non consultato), era il figlio secondogenito  del Visconte di Cardona, Raimondo I e della moglie, Enguncia, di cui non si conoscono gli ascendenti.

## Biografia
Di Raimondo Folco I si hanno poche notizie.
Nell'aprile 1036, suo zio, il Visconte di Cardona, Eribalo I, divenne vescovo di Urgell, come ci viene confermato dal documento n° 131 del Diplomatari i escrits literaris de l'abat i bisbe Oliba, in cui Eribalo viene citato come vescovo, assieme al fratello Folco (il padre di Raimondo Folco), citato come visconte e alla madre (la nonna di Raimondo Folco), Enguncia de Lluçà (Eriballus…episcopus…cum fratre meo Fulchone vicecomite ienetrixque nostra Enguncia vicecomitissa), del 1038.
Non si conosce la data esatta della morte di suo zio, Eribalo, ma si presume che sia morto nel 1040, anno in cui il 23 ottobre aveva fatto una donazione (Heribaldus…Urgellensis episcopus), secondo il documento n° 33 del Diplomatari de la vila de Cardona, anys 966-1276 (non consultato), dopo che il giorno prima aveva fatto testamento, designando come erede il figlio di Folco, Raimondo Folco, come riportato dal documento n° 160 della Colección diplomática de Sant Pere de Casserres. Volumen I (non consultato).

Da questo documento si suppone che, suo padre, Folco, sia premorto al fratello, Eribalo; secondo il Necrologio Sanctæ Mariæ Serratexii, il visconte, Folco (Fulco vice comes) era morto il 30 gennaio 1039 (III Kal Feb...anni Dni I.XXX.VIIII).
La successione di Raimondo Folco I ci viene confermata già, nel 1040, in cui, secondo il documento n° 33 del Diplomatari de la vila de Cardona, anys 966-1276 (non consultato), Raimondo Folco, fece una donazione unitamente alla madre, ed è citato col titolo di visconte (Guilla vicecomitissa cum filio Raimundo vicecomite)
dal documento n° 59 del Quan els vescontes de Barcelona eren, datato 1041, in cui Raimondo Folco, citato come visconte (filii sui quos habuit de Fulcho vicecomite), stipulò una convenzione col capitolo della signoria di Barcellona assieme alla madre, Guisla (Guiliam vicecomitissam).
Nel 1064, Raimondo Folco fece una donazione assieme all moglie, Ermesinda (Raimundus vicecomes et Ermessendis vicecomitissa), come da documento n° 47 del Diplomatari de la vila de Cardona, anys 966-1276 (non consultato).
Nel 1079, Raimondo Folco fece una donazione al monastero di Cluny, assieme al fratello arcidiacono, Folco e alla moglie, Ermesinda (Raimundus Fulconis vicecomes, fraterque meus Fulco archidiaconus, Ermesindis uxor mea), come da documento n° 3541 del Recueil des chartes de l'abbaye de Cluny. Tome 4.
Raimondo Folco visse durante il regno del Conte di Barcellona Raimondo Berengario I, alla cui morte i figli Raimondo Berengario II e Berengario Raimondo II si disputarono la corona di Conte di Barcellona. Alla morte di Raimondo Berengario II nel 1082, il visconte di Cardona prese le distanze da Berengario Raimondo II con il quale, aveva partecipato alla campagna contro gli arabi di Saragozza guidati da El Cid.
Nel 1082, Raimondo Folco fece un'ultima donazione assieme all moglie, Ermesinda (Raimundus Fulchonis et coniux mea Ermessendis vicecomitissa), come da documento n° 63 del Diplomatari de la vila de Cardona, anys 966-1276 (non consultato).

L'anno successivo (1083), Raimondo Folco fece testamento, nel quale indicava come esecutori la moglie, Ermesinda ed il fratello (futuro vescovo di Barcellona, come ci viene confermato dal documento n° CCCXVIII della Appendix de la Marca Hispanica sive Limes Hispanicus), Folco (manumissores domna Hermisendis vicecomitissa coniux mea et Fulchoni archidiaconi fratris meo) e indicava come eredi il genero, Deodato, la figlia, Ermesinda, ed il nipote, Bernardo Amato (Deusdedit et coniux eius Ermesendis filia mea et nepus meus Bernardus Amati), come da documento n° 66 del Diplomatari de la vila de Cardona, anys 966-1276 (non consultato).
Raimondo Folco I morì nel 1086 vittima di un'incursione dei saraceni contro il castello di Maldà; nel documento n° 298 della Colección diplomática de Sant Pere de Casserres. Volumen I, datato 1087, (non consultato) Raimondo Folco I è citato come già defunto (defuncti vicecomitis...Reimundi Fulconis Cardonensis), e, in quello stesso anno il nipote, Bernardo Amato, viene citato col titolo di visconte (Bernardus vicecomes), come da documento n° 81 del Diplomatari de la vila de Cardona, anys 966-1276 (non consultato).

## Matrimonio e discendenza
Raimondo Folco, verso la metà del secolo XI aveva sposato Ermesinda di Girona († dopo il 1096), della quale non si conoscono gli ascendenti, e, che dal 1064, compare citata in diversi documenti.

Nel 1075, secondo il documento n° 271 della Colección diplomática de Sant Pere de Casserres. Volumen I, Ermesinda (Ermessendis vicecomitissa), fece una donazione affinché i figli, Raimondo e Bonfilio (filios meos...Raymundus et Bonfilio), fossero accolti in quello stesso monastero (non consultato).

Nel 1087, Ermesinda fece una donazione col cognato, Folco (Fulcho archilevita et vicecomes sive Ermessindis vicecomitissa) e col nipote, Bernardo Amato e la di lui moglie, 
Almodis di Barcelona (Bernardus vicecomes et Almodis vicecomitissa), come da documento n° 81 del Diplomatari de la vila de Cardona, anys 966-1276 (non consultato).

Nel 1096, Ermesinda fece una donazione col cognato, Folco (Fulchone presul vicecomite et Ermesindis vicecomitissa mulier Raimundi Fulchoni), ed è l'ultimo documento in cui viene citata: documento n° 108 del Diplomatari de la vila de Cardona, anys 966-1276 (non consultato).

Ermesinda morì nel 1098 circa in quanto, in quella data, il cognato, Folco, vescovo di Barcellona e visconte di Cardona (Fulco Dei gratia Barchinonensis episcopus et vicecomes Cardonæ), fece una donazione in suffragio dell'anima di Ermesinda (Hermensendis vicecomitissæ cognatæ meæ)

Raimondo Folco da Ermesinda di Girona ebbe quattro figli:
- Ermesinda (1060 circa - 1090 circa). che fu dichiarata erede dal padre (documento n° 66 del Diplomatari de la vila de Cardona, anys 966-1276, non consultato) e fu reggente per il figlio, Bernardo Amato;
- Bermondo, nel documento n° 298 della Colección diplomática de Sant Pere de Casserres. Volumen I, datato 1087, (non consultato) viene citato, ancora in prigionia, come figlio (filius eius Bermundus) di Raimondo Folco I, citato come già defunto (defuncti vicecomitis...Reimundi Fulconis Cardonensis);
- Raimondo, citato assieme al fratello, Bonfilio, nella donazione della madre (filios meos...Raymundus et Bonfilio), nel documento n° 271 della Colección diplomática de Sant Pere de Casserres. Volumen I (non consultato);
- Bonfilio, citato assieme al fratello, Raimondo, nella donazione della madre (filios meos...Raymundus et Bonfilio), nel documento n° 271 della Colección diplomática de Sant Pere de Casserres. Volumen I (non consultato).

### Fonti primarie
- (LA)  Quan els vescontes de Barcelona eren Archiviato il 20 dicembre 2014 in Internet Archive..
- (LA)  #ES Marca Hispanica sive Limes Hispanicus.
- (ES)  #ES Diplomatari i escrits literaris de l'abat i bisbe Oliba.
- (LA)  Viage literario a las iglesias de España. Tomo 8.
- (LA)  Recueil des chartes de l'abbaye de Cluny. Tome 4.